# Sidi M'Hamed Benaouda
Sidi M'Hamed Benaouda là một đô thị thuộc tỉnh Relizane, Algérie. Dân số thời điểm năm 2002 là 6.159 người.